# 五辻経子
五辻 経子（いつつじ つねこ/けいし、生年不詳 - 元亨4年10月11日（1324年11月6日））は、鎌倉時代の女性。伏見天皇の典侍、後伏見天皇の生母。父は従三位参議武蔵守五辻経氏。母は卜部兼直の娘。
伏見天皇の掌侍から典侍となり、中納言典侍といわれた。弘安11年（1288年）3月3日、胤仁親王（のちの後伏見天皇）を産む。胤仁親王は中宮西園寺鏱子の猶子となったため、経子は国母として遇されなかった。従三位、准三宮。中園准后とも呼ばれた。元亨4年（1324年）10月11日に薨去。
| スタブアイコン | サブスタブ | この項目は、まだ閲覧者の調べものの参照としては役立たない、人物に関連した書きかけの項目です。この項目を加筆・訂正などしてくださる協力者を求めています（P:人物伝/PJ:人物伝）。 |